# Красное Море (провинция)
Кра́сное Мо́ре (араб. البحر الأحمر‎, Эль-Бахр-эль-Ахмар, англ. Red Sea) — одна из 18 провинций государства Судан. На территории провинции находится треугольник Халаиба — спорный район площадью 20 580 км².
- Территория 218 887 км²
- Население 1 396 110 человек (на 2008 год).

Административный центр — город Порт-Судан
Провинция возглавляется губернатором. На весну 2012 года этот пост занимает Мохаммед Тахир Айла.

## Административное деление

Административное деление провинции

Провинция делится на 4 округа (дистрикта):
1. Халаиб (Halayeb)
2. Порт-Судан (Port Sudan)
3. Синкат (Sinkat)
4. Токар (Tokar)